# Breitblättriger Klebalant
Der Breitblättrige Klebalant (Dittrichia viscosa) ist eine Pflanzenart aus der Gattung Klebalant (Dittrichia) in der Familie der Korbblütler (Asteraceae).

## Beschreibung

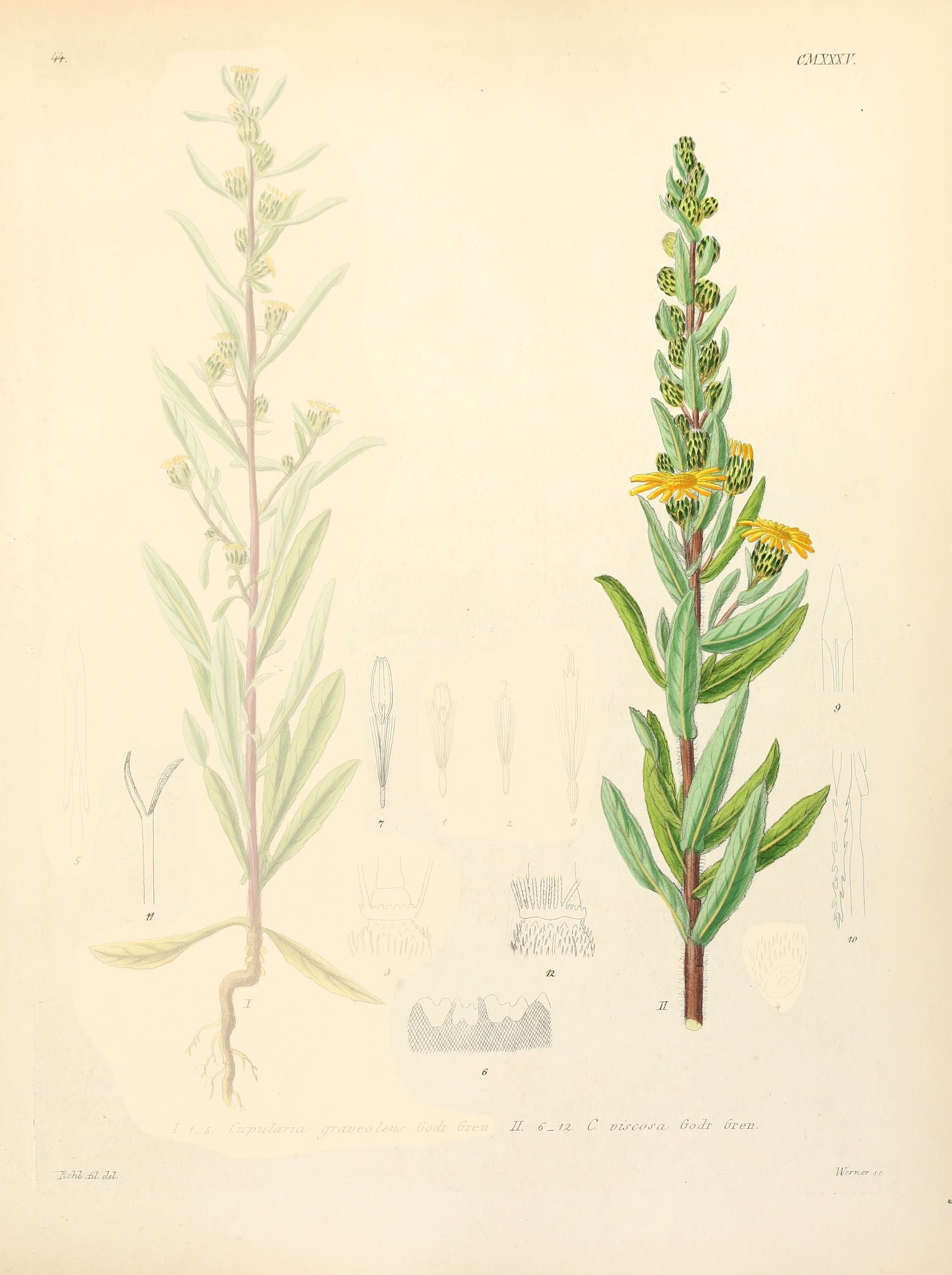
Illustration

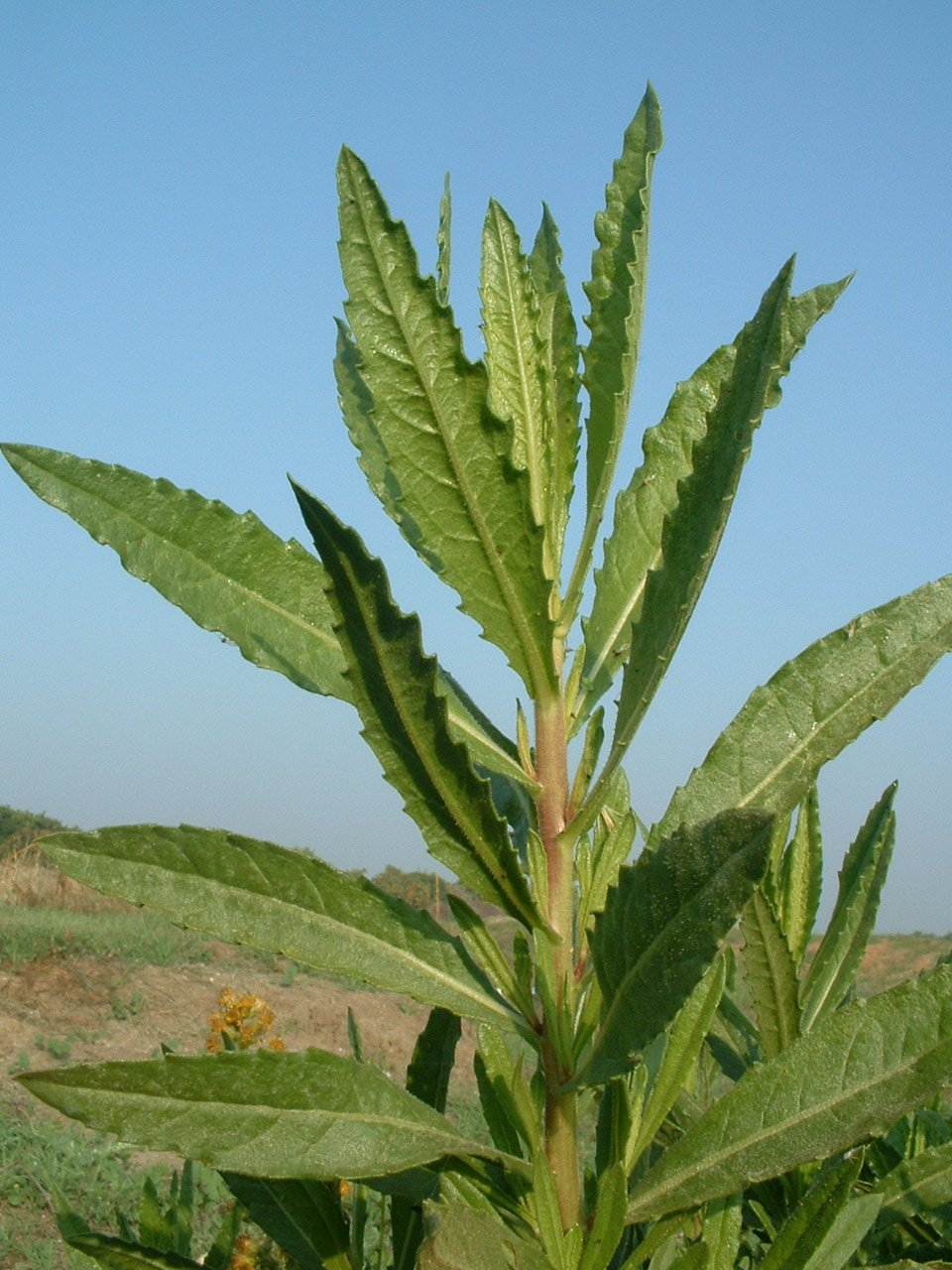
Stängel mit wechselständigen, einfachen, aber gesägten Laubblättern

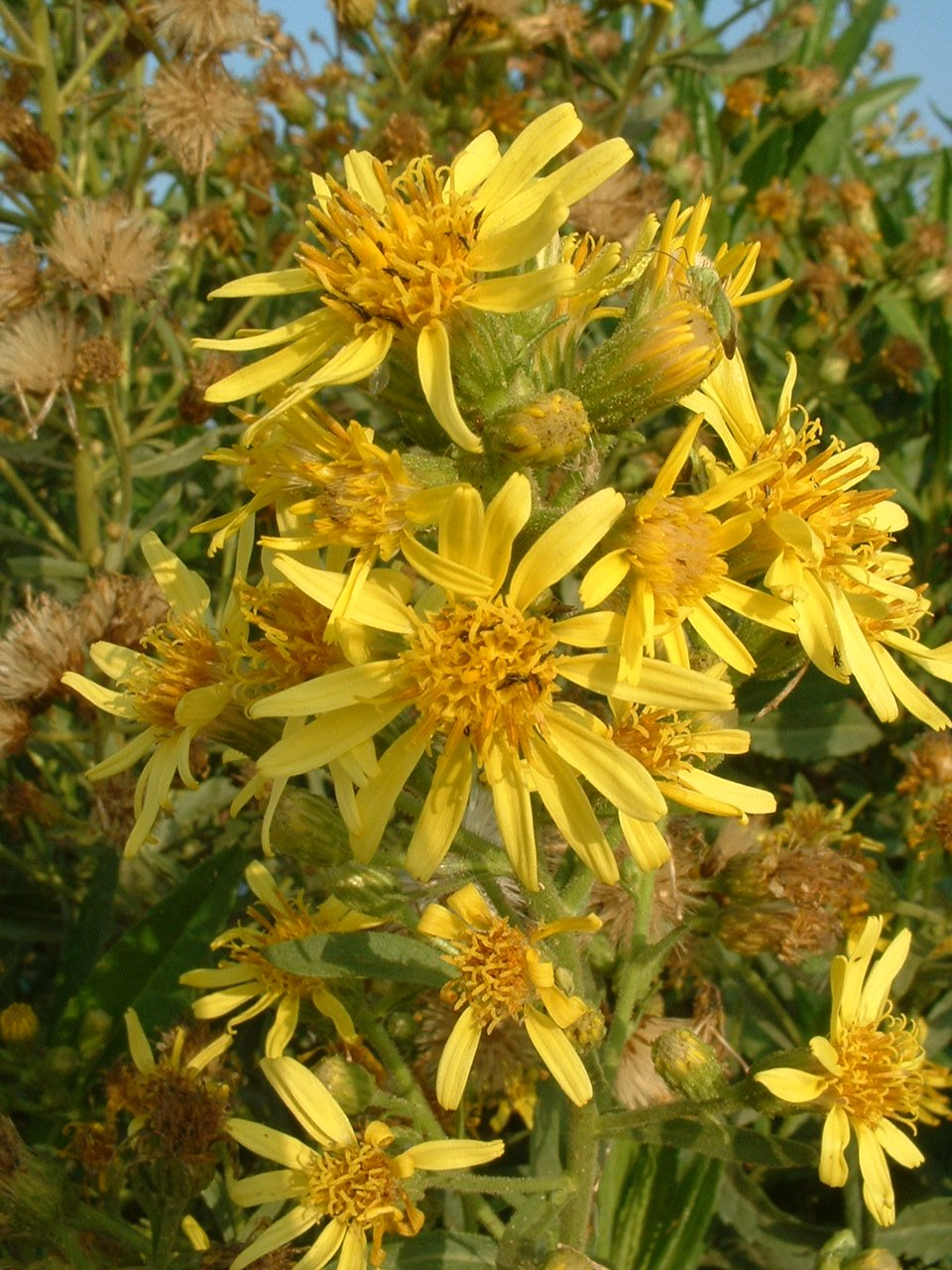
Ausschnitt eines Gesamtblütenstandes mit vielen Blütenkörben

### Vegetative Merkmale
Dittrichia viscosa ist eine ausdauernde, krautige Pflanze oder ein Halbstrauch, der Wuchshöhen von 30 bis 130, selten bis 200 Zentimeter erreicht. Die Stängel sind mehr oder weniger drüsig-klebrig. Am Grund verholzt die Pflanze. Die spitzen bis stumpfen und gesägten bis gezähnten oder fast ganzrandigen bis gekerbten, leicht ledrigen Laubblätter sind 5–30 Millimeter breit, eilanzettlich bis lanzettlich oder linealisch, halbstängelumfassend bis sitzend, drüsig-klebrig bis kahl und stark riechend. Der starke Geruch wird unterschiedlich empfunden. Der Blattrand ist manchmal umgebogen.

### Generative Merkmale
Die Blütenkörbe haben einen Durchmesser von 10 bis 20 Millimetern. Die gelben Zungenblüten sind mit einer Länge von 10 bis 12 Millimetern deutlich länger als die mehrreihigen, mehr oder weniger behaarten bis kahlen Hüllblätter. Die Scheibenblüten sind gelb.
Die Blütezeit ist August bis November. Es werden mehr oder weniger behaarte und teils drüsige Achänen mit Pappus gebildet.
Die Chromosomenzahl beträgt 2n = 18.

## Ökologie
Dittrichia viscosa ist ein Schaft-Hemikryptophyt oder Nanophanerophyt.

## Vorkommen
Dittrichia viscosa kommt im gesamten Mittelmeerraum von Marokko bis Syrien und auf den Kanaren und Madeira vor. Sie ist auf den Azoren, in Belgien und Großbritannien ein Neophyt.
Die Art wächst an Ruderalstellen an der Küste und im Inland, in Bachbetten und an Bachufern. Auf mediterranen Weideflächen kann sie – wie auch ihre einjährige und einzige Schwesterart Dittrichia graveolens – als vom Vieh gemiedenes Weideunkraut im Verlauf einiger Jahre überhandnehmen.

## Systematik
Die Erstveröffentlichung erfolgte unter dem Namen Erigeron viscosus L. durch Carl von Linné. Die Neukombination zu Dittrichia viscosa (L.) Greuter wurde 1973 durch Werner Greuter veröffentlicht. Synonyme für Dittrichia viscosa (L.) Greuter sind Inula viscosa (L.) Aiton,  Cupularia viscosa (L.) Godr. & Gren., Erigeron viscosus L., Jacobaea viscosa (L.) Merino. Der Gattungsname ehrt den deutschen Botaniker Manfred Dittrich (geb. 1934).
Es gibt mehrere Unterarten:
- Dittrichia viscosa (L.) Greuter subsp. viscosa: Die Chromosomenzahl beträgt 2n = 18.[3]
- Dittrichia viscosa subsp. angustifolia (Bég.) Greuter (Syn.: Dittrichia orientalis Brullo & De Marco): Sie kommt im östlichen Mittelmeerraum von Italien und Libyen bis zur Türkei und Vorderasien vor.[4]
- Dittrichia viscosa subsp. maritima (Brullo & De Marco) Greuter (Syn.: Dittrichia maritima Brullo & De Marco): Sie kommt nur in Portugal vor.[4]
- Dittrichia viscosa subsp. revoluta (Hoffmanns. & Link) P.Silva & Tutin (Syn.: Inula revoluta Hoffmanns. & Link): Sie kommt nur in Portugal vor.[4] Die Chromosomenzahl beträgt 2n = 18.[3]

## Belege
1. 1 2 3 4 5  
Ralf Jahn, Peter Schönfelder: Exkursionsflora für Kreta. Mit Beiträgen von Alfred Mayer und Martin Scheuerer. Eugen Ulmer, Stuttgart (Hohenheim) 1995, ISBN 3-8001-3478-0, S. 310.
2. ↑   Peter Schönfelder, Ingrid Schönfelder: Die neue Kosmos-Mittelmeerflora. Franckh-Kosmos-Verlag Stuttgart 2008. ISBN 978-3-440-10742-3. S. 108.
3. 1 2 3  
Dittrichia viscosa bei Tropicos.org. In: IPCN Chromosome Reports. Missouri Botanical Garden, St. Louis
4. 1 2 3 4 5 6 7  
Werner Greuter (2006+): Compositae (pro parte majore). – In: W. Greuter & Eckhard von Raab-Straube (ed.): Compositae.: Datenblatt Dittrichia viscosa In: Euro+Med Plantbase – the information resource for Euro-Mediterranean plant diversity.
5. 1 2  
Dittrichia im Germplasm Resources Information Network (GRIN), USDA, ARS, National Genetic Resources Program. National Germplasm Resources Laboratory, Beltsville, Maryland. Abgerufen am 5. März 2018.
6. ↑  Lotte Burkhardt: Verzeichnis eponymischer Pflanzennamen – Erweiterte Edition. Teil I und II. Botanic Garden and Botanical Museum Berlin, Freie Universität Berlin, Berlin 2018, ISBN 978-3-946292-26-5, doi:10.3372/epolist2018.